# 中・四国フェリー
中・四国フェリー（ちゅう・しこく-）は、かつて竹原波方間自動車航送船組合によって運航されていたフェリー航路である。

## 概要
1963年に竹原市、波方町、大三島町が一部事務組合竹原波方間自動車航送船組合を設立して運航を開始した。2001年に宮浦港への寄港廃止により大三島町が脱退、2009年の航路廃止に伴って組合も解散した。組合管理者には竹原市長が設立以来就任していた。
本州（広島県）と四国（愛媛県）を直接連絡する最短ルートとして、運航開始以来多くの利用があり、1996年度には自動車の利用台数が約22万台に達したが、1999年にしまなみ海道が開通し利用者･利用台数が減少、2008年度には7万5千台まで激減した。しまなみ海道開通後は営業収支が赤字基調となり、1998年度には約41億円あった積立金が2007年度には約16億円まで激減、基金の取り崩しや職員削減といったコスト削減などで航路の維持を進めたが、2008年前半の原油高、高速道路の大幅値下げなどの影響を受け、2009年4月末をもって廃止になった。廃止により波方港に寄港する旅客航路は消滅した。

## 沿革
- 1963年 - 竹原市･波方町･大三島町が竹原波方間自動車航送船組合を設立し運航開始。
- 1967年 - 第三船「三島」（初代）就航に伴い一日12往復から18往復に増便[5]。
- 1972年 - 第四船「しらさぎ」就航に伴い、一日24往復に増便[6]。うち1往復は竹原 - 宮浦の運航。
- 1999年5月1日 - しまなみ海道開通に伴い、竹原 - 波方を一日20往復に減便、竹原 - 宮浦を一日5往復として途中寄港便を廃止[7]。
- 2001年4月1日 - 竹原 - 宮浦便を廃止[8]。寄港廃止に伴い大三島町が組合から脱退。
  - 10月1日 - 一日18往復に減便[9]。
- 2007年3月1日 - 「芸予」（2代）の引退に伴い2隻運航となり、一日14往復に減便[10]。
- 2009年 - 運航終了。竹原波方間自動車航送船組合も解散。

## 航路
- 竹原港（広島県竹原市） - 波方港（今治市波方町）

航路距離25.1km、所要時間70分（直航）
廃止直前には1日12往復の運航となっていた。
大三島町の宮浦港寄港は2001年に廃止された。
しまなみ海道開通以前は、一日24往復が運航され、両港とも4時頃始発、23時頃終着のダイヤが長く続いた。

## 船舶

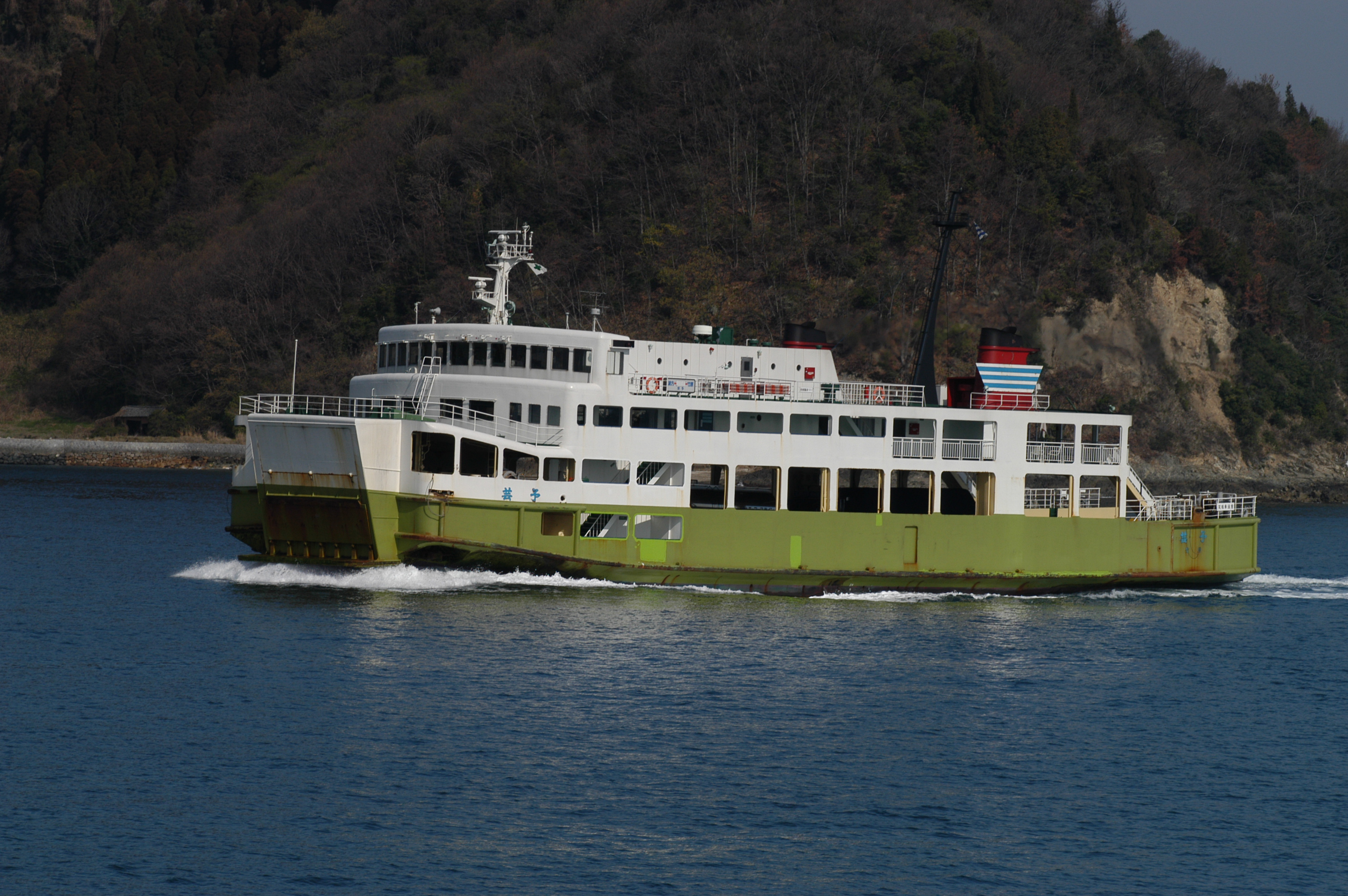
安芸（初代）
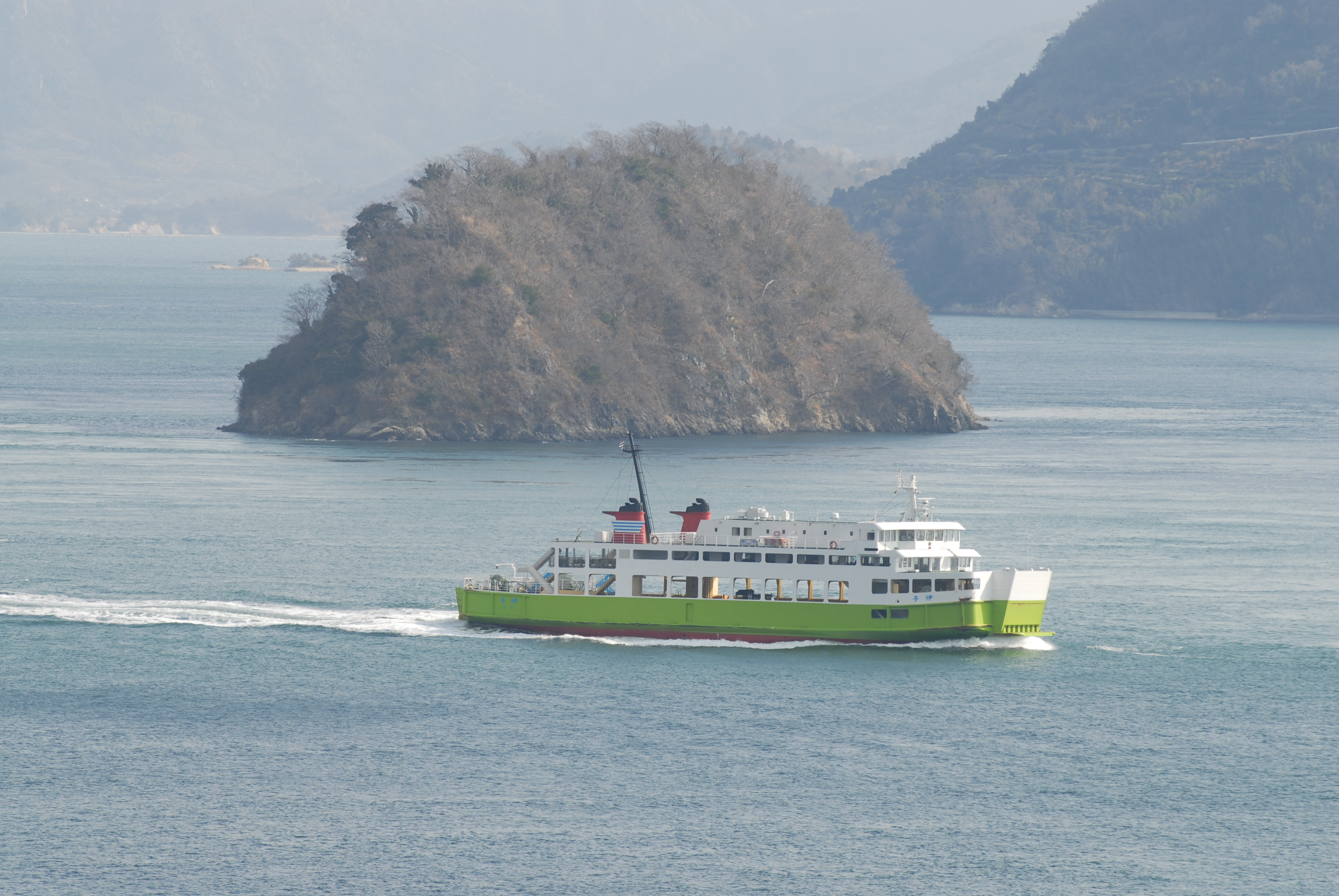
伊予（3代）
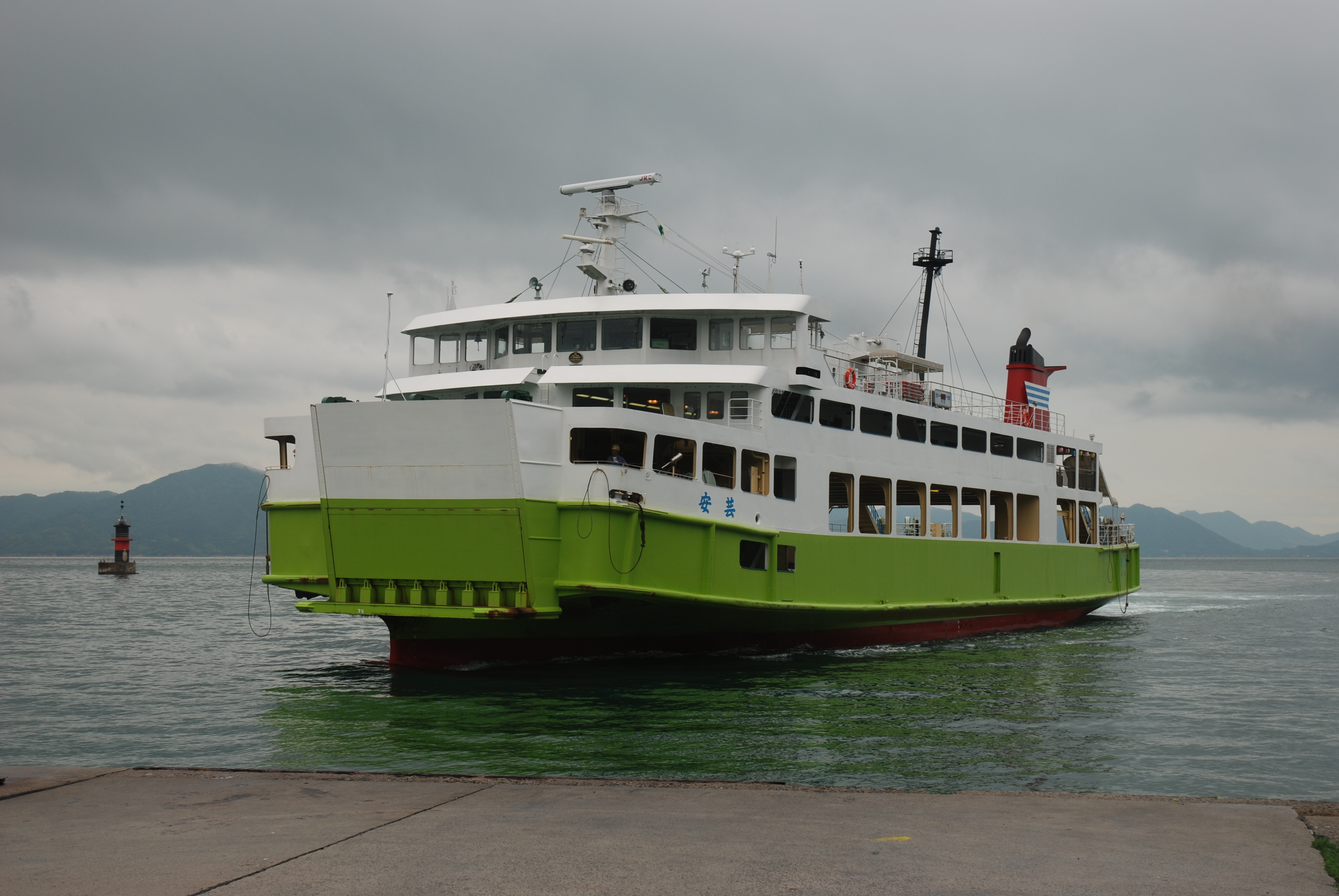
安芸（3代）

1963年就航、来島どっく建造、402.95総トン、全長43.5m、幅10m、深さ3.6m、主機ディーゼル2基2軸、機関出力1,100ps、旅客定員300名、バス6台、1977年フィリピンに売却
- 伊予（初代）[12]

1963年7月竣工、来島どっく建造、402.92総トン、登録長40.50m、型幅10.00m、型深さ3.60m、主機ディーゼル2基、機関出力1,100ps、航海速力12.5ノット、旅客定員300名。1974年引退、「安芸」（初代）の同型船
- 三島（初代）[13]

1967年9月竣工、波止浜造船建造、682.88総トン、全長53.80m、幅11.10m、深さ3.80m、主機ディーゼル2基2軸、機関出力2,000ps、旅客定員484名、大型バス10台、1982年フィリピンへ売却
- しらさぎ[13]

1972年5月竣工、松浦鉄工造船所建造、197.10総トン、全長36.55m、幅8.70m、深さ2.80m、主機ディーゼル1基、機関出力750ps、旅客定員150名、8tトラック4台・大型バス2台・軽乗用車2台、引退後、太平工業に売船。
- 芸予（初代）[13]

1973年5月竣工、松浦鉄工造船所建造、684.87総トン、全長56.80m、型幅11.10m、型深さ3.80m、主機ディーゼル2基、機関出力2,600ps、旅客定員491名、大型バス10台、1989年フィリピンへ売却、「三島」（初代）の同型船
- 伊予（2代）[13]

1975年10月竣工、今村造船建造、698.72総トン、全長55.75m、型幅11.1m、型深さ3.8m、主機ディーゼル2基、機関出力2,600ps、旅客定員490名、大型バス10台・乗用車6台、2001年引退
- 安芸（2代）[13]

1979年4月竣工、来島どっく建造、699.59総トン、全長56.15m、幅11.10m、深さ3.80m、主機ディーゼル2基2軸、機関出力2,600ps、旅客定員490名、大型バス10台・乗用車6台、1998年日本船舶明細書より削除、「伊予」（2代）の同型船
- 三島（2代）[14]

1982年11月竣工、太平工業建造、698.86総トン、全長56.65m、型幅13.10m、型深さ3.80m、主機ディーゼル2基、機関出力2,600ps、旅客定員490名、大型バス10台・乗用車6台、2008年日本船舶明細書より削除、「伊予」（2代）の同型船
- 芸予（2代）[14]

1989年5月竣工、藤原造船所建造、699総トン、全長59.54m、型幅12.25m、型深さ3.09m、主機ディーゼル2基2軸、機関出力3,000ps、旅客定員490名、大型バス11台・乗用車2台、2008年日本船舶明細書より削除
- 伊予（3代）[14]

1993年11月竣工、神田造船所建造、699総トン、全長56.63m、幅12.80m、深さ3.10m、主機ディーゼル2基2軸、機関出力3,600ps、旅客定員430名、大型バス11台・乗用車2台、2009年航路廃止まで就航
- 安芸（3代）[11]

1997年就航、699総トン、主機ディーゼル2基2軸、機関出力3,600ps、旅客定員430名、トラック12台、2009年航路廃止まで就航
- 芸予（2代）
- 伊予（3代）
- 安芸（3代）